# Джонатан Мідоль
Джонатан Мідоль (фр. Jonathan Midol; нар. 13 січня 1988, Ансі, Франція) — французький фристайліст. Бронзовий призер зимових Олімпійських ігор 2014 року у скі-кросі.